# Power up

Marios Starman, en power up som gör honom osårbar under några sekunder.

Power up är i datorspel och TV-spel ett extra objekt som gör figurer i spelet starkare, eller ger dem en annan fördel.

## Berömda exempel på power up
- Mario: Blir större av supersvampar, osårbar för en kort stund av Starman (i senare spel kallad Rainbow Star) och kan när han plockat en eldblomma kasta eldklot.
- Mega Man: Då en nivåboss besegrats erhåller Mega Man den besegrade nivåbossens vapen.
- Pac-Man: Sväljer "power pills", och kan därefter under en kort tid äta upp de spöken som jagar honom.